# Blikseminslag bij mensen
Blikseminslag bij een mens leidt in veel gevallen niet tot de dood, maar wel tot ernstige en blijvende gevolgen. 

## Algemeen
Een blikseminslag is een gebeurtenis die ongeveer een op de twee miljoen mensen per jaar persoonlijk treft. Een aanzienlijk deel van de getroffenen overleeft dit natuurgeweld.
Er zijn twee belangrijke mechanismen die tot letsel leiden: hartritmestoornissen en brandwonden. Voor zover de in het lichaam als warmte vrijkomende elektrische energie niet tot dodelijk letsel leidt, gaat een door de stroom optredende hartritmestoornis vrij vaak spontaan over. Een belangrijk verschijnsel in deze context is ook de zogenaamde stapspanning. Als de bliksem in de grond slaat, ontstaat er een zeer hoog potentiaal op het inslagpunt, dat naar buiten toe met de afstand afneemt. Staat een mens of dier op geleidende wijze op de grond dan kan er ten gevolge van dit potentiaal door de benen een stroom gaan lopen, het ene been in, het andere uit. Dit effect is gevaarlijker wanneer de afstand tussen de contactplaatsen van benen of poten groot is, gezien ten opzichte van het inslagpunt. Dit is vaak de oorzaak van een dood in de wei liggende koe na een onweer, die verder geen tekenen van directe blikseminslag vertoont. Een mens plaatst zijn benen zelden ver uit elkaar, maar bij een koe is het meestal meer dan een meter. Bovendien zit het hart bij een koe dichter bij het stroompad via de poten dan bij een mens via de benen.

## Preventie
Bliksem zoekt altijd de weg van de minste elektrische weerstand. Het risico getroffen te worden laat zich in veel gevallen beïnvloeden.

## Letsels

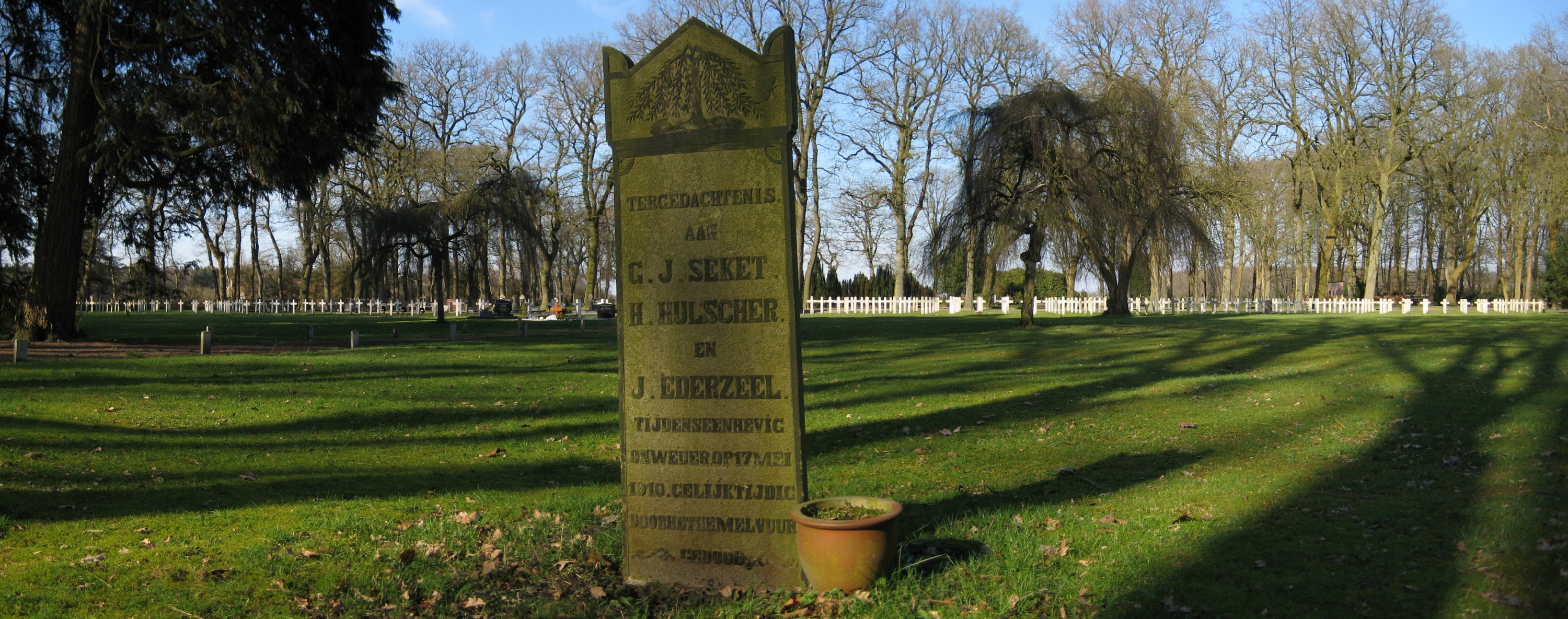
Graf van drie in 1910 gelijktijdig door bliksem gedode mannen, begraafplaats Veenhuizen, Drenthe (2009)

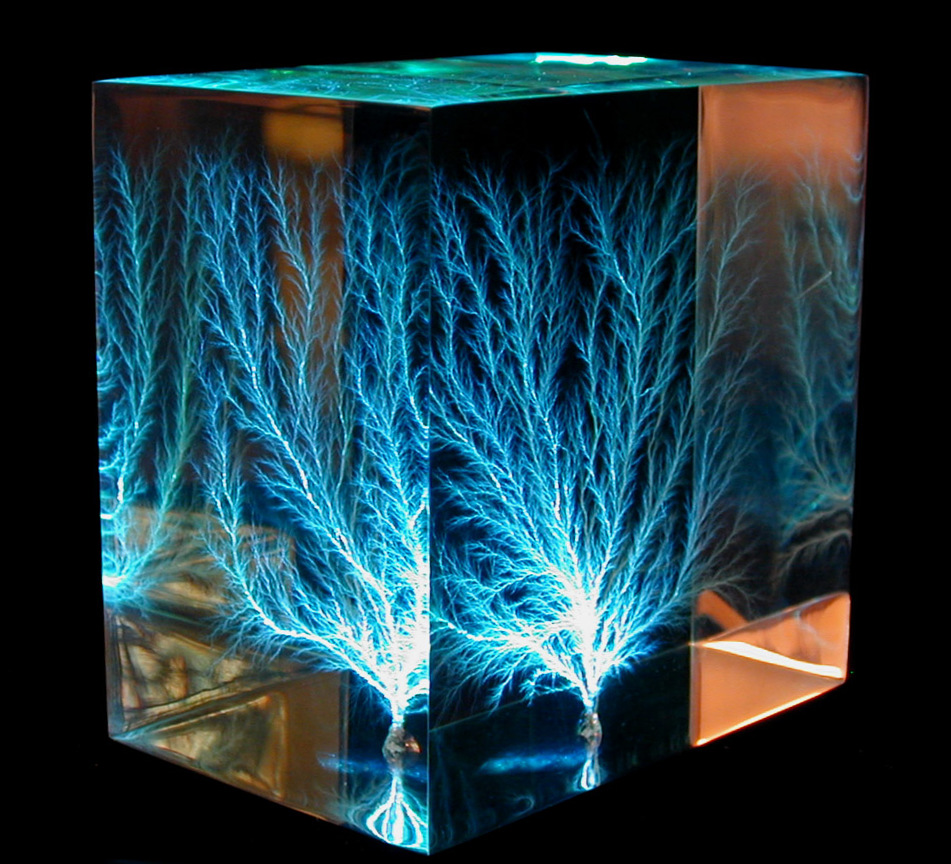
Lichtenbergpatronen

Blikseminslag bij mensen komt niet veel voor, maar de gevolgen zijn ernstig. Soms heeft het de dood tot gevolg. 
Opgelopen letsels door bliksemschichten zijn afhankelijk van de sterkte en het pad van de stroom door het lichaam, te herkennen aan de ingangspoort en de uitgangspoort van de bliksem. Dit zijn de plaatsen waar de elektrische stroom van de bliksem het lichaam respectievelijk binnentreedt en weer verlaat. De stroom baant zich een weg van de ene poort naar de andere en beschadigt daarbij elk orgaan op zijn weg. De getroffen huid vertoont meestal brandwonden. Ook komen op de huid soms zogenaamde lichtenbergpatronen voor. Vaak stopt het hart tijdelijk of volledig door de elektrische schok, waarna ook de ademhaling uitvalt. Hierdoor lijden de hersenen zuurstofgebrek, met schade tot gevolg. Ook wanneer de hersenen en het zenuwstelsel rechtstreeks door de bliksem worden getroffen kan de neurologische schade aanzienlijk zijn. Verder kunnen de psychische gevolgen groot zijn.

## Voorbeelden
Op 29 juli 1855 werd tijdens een kerkdienst in Opheusden de predikant die met de preek bezig was dodelijk getroffen.
Op 25 augustus 2006 werd een harmonie-orkest in Vorden door de bliksem getroffen tijdens een begrafenis waar ze voor een erelid onder een boom speelden, en plotseling werden verrast door het noodweer. Hierbij vielen drie gewonden en twee doden.
Een parkwachter uit de Verenigde Staten, Roy Sullivan, werd in zijn leven zeven keer geraakt door de bliksem, maar hij heeft het telkens overleefd (met enkele verwondingen). Hij is, voor zover bekend, het vaakst door een bliksemschicht geraakt.

## Slachtofferhulp
In de Verenigde Staten probeert een organisatie (LS&ESSI Lightning Strike and Electrical Shock Survivors International Inc.) dergelijke slachtoffers samen te brengen. Een veelgehoorde klacht is het onbegrip van buitenstaanders en medici, omdat men niet begrijpt dat een fysiek letsel zo'n psychische verandering teweeg kan brengen. LS&ESSI houdt jaarlijks een bijeenkomst.
Ook in Nederland is de hulpverlening voor bliksemslachtoffers op gang gekomen. In Groningen brengt een stichting deze slachtoffers samen.